# CUS Padova Pallavolo
Il CUS Padova Pallavolo è stata la sezione di pallavolo femminile del Centro Universitario Sportivo di Padova.

## Storia
Ha militato in massima serie nelle stagioni 1975-1976, 1976-1977, 1977-1978, 1978-1979 e 1979-1980.
Nelle stagioni 1984-1985, 1985-1986 e 1986-1987 ha militato nel secondo livello del campionato italiano di pallavolo femminile.